# 호나미촌 (나가노현)
호나미촌(穂波村)은 나가노현 시모타카이군에 있던 촌이다. 현재의 야마노우치정에 해당한다.

## 역사
- 1889년 4월 1일 - 정촌제 시행에 의해 3촌의 구역을 확장해 성립하였다.
- 1955년 4월 1일 - 히라오정, 요마세촌과 합병해 야마노우치정이 성립하여, 동일 호나미촌은 폐지되었다.

## 교통

### 철도
- 나가노 철도
  - 야마노우치선

## 참고문헌
- 角川日本地名大辞典 20 長野県